# Ateleia gummifera
Ateleia gummifera är en ärtväxtart som först beskrevs av Dc., och fick sitt nu gällande namn av David Nathaniel Friedrich Dietrich. Ateleia gummifera ingår i släktet Ateleia och familjen ärtväxter. Inga underarter finns listade i Catalogue of Life.